# Kogodjan
Kogodjan est une commune rurale située dans le département de Dandé de la province du Houet dans la région du Hauts-Bassins au Burkina Faso.